# Marco Mario Milanese
Marco Mario Milanese (Milano, 8 settembre 1959) è un politico italiano.

## Biografia
Nato a Milano nel 1959 da genitori irpini di Cervinara, suo padre fu direttore dell'Agenzia delle entrate al Nord.
Milanese frequenta ragioneria e dopo la maturità entra in accademia della Guardia di Finanza, fino a raggiungere il grado di tenente colonnello, collezionando 10 encomi solenni, 13 encomi semplici e sette elogi ed arrivando nel 1994, in piena Tangentopoli, a collaborare con il pm Antonio Di Pietro e il pool di Milano che indagava sull'inchiesta Mani pulite.
Nel 2001 gli viene affidato un incarico presso il Ministero dell'economia e delle finanze guidato da Giulio Tremonti, diventandone l'anno seguente consigliere politico, delegato alle nomine negli enti pubblici dello stesso Tremonti (incarico mantenuto fino al 2006 e poi ricoperto di nuovo dal 2008 con Tremonti ministro) congedandosi nel 2004 dalla Guardia di Finanza.
Lo stesso anno, sfruttando gli esami riconosciuti a chi ha frequentato l'accademia, Milanese consegue la laurea magistrale a ciclo unico in Giurisprudenza all'Università di Salerno all'età di 45 anni e si iscrive al registro dei praticanti presso l'Ordine degli avvocati di Milano il 27 settembre 2007.
Poi apre uno studio nel capoluogo lombardo in zona San Paolo e nel frattempo consegue una laurea magistrale in Scienze della sicurezza economico-finanziaria e un master in diritto tributario internazionale.
Nel 2007 supera l'esame di abilitazione alla professione di avvocato e grazie ad una legge voluta da Tremonti inizia ad insegnare alla Scuola superiore dell'Economia e delle Finanze.
Ha svolto ruoli di consulenza per diverse aziende pubbliche come Alitalia e Ferrovie dello Stato.

### Deputato PdL
Simpatizzante di Forza Italia per le elezioni politiche del 2008, Milanese, per richiesta dello stesso Tremonti, viene candidato a deputato in Campania venendo poi eletto. Milanese viene nominato anche vice coordinatore regionale del PdL in Campania dal coordinatore regionale Nicola Cosentino. Durante la legislatura è membro della Commissione Finanze della Camera dal 21 maggio 2008 al 7 giugno 2011, membro della Commissione Bilancio dal 6 maggio 2010 al 5 dicembre 2011 in sostituzione del Sottosegretario di Stato al Dipartimento per i Rapporti con il Parlamento Laura Ravetto ed infine è membro della Commissione Unione Europea dal 5 dicembre 2011.
Il 21 aprile 2012 viene nominato dal Presidente della Commissione UE della Camera Mario Pescante (PdL), di cui Milanese è membro, relatore del Documento di programmazione economico-finanziaria (DEF 2012) del Governo Monti. Il PD ha giudicato la nomina di Milanese inopportuna e ha chiesto le sue dimissioni essendovi in corso indagini a suo carico. A causa delle polemiche, Milanese rinuncia all'incarico.

### Nomina alla Scuola Superiore dell'Economia e delle Finanze
Nell'agosto del 2013, Milanese viene riassegnato alla Scuola superiore dell'Economia e delle Finanze, direttamente controllata dall'omonimo Ministero, dove aveva inizialmente preso servizio nel 2007, in seguito ad una norma oggetto di notevoli critiche. La nuova nomina suscita notevoli polemiche, anche per l'entità dello stipendio di Milanese: 194.332 euro lordi l'anno.

## Indagini giudiziarie
Il 7 luglio 2011 il GIP di Napoli dispone la richiesta di arresto nei confronti di Milanese per il reato di corruzione. Insieme a Milanese sono stati raggiunti dalle medesime misure cautelari il Sindaco di Voghera Carlo Bardieri (PdL) e il commercialista vogherese Guido Marchesi. L'accusa è stata lanciata dall'avvocato Paolo Viscione, settantenne cervinarese che accusa di avere elargito allo stesso Milanese pagamenti non dovuti e costosi regali per un totale di circa un milione di euro. Tali elargizioni, quali cospicui versamenti di danaro e altri donativi quali orologi di pregio, gioielli, auto di lusso (Ferrari e Bentley), viaggi e soggiorni turistici all'estero, erano il corrispettivo della rivelazione di notizie riservate e dei successivi interventi volti a rallentare le indagini condotte dalla Guardia di Finanza, in cui Milanese aveva buoni contatti avendo fatto parte del Corpo stesso e grazie al suo ruolo di consigliere politico del Ministro dell'Economia da cui dipende la Guardia di Finanza, sulle società dell'imprenditore Viscione. Le indagini hanno portato a verificare che Milanese aveva venduto alcuni immobili da lui posseduti in Francia ad altre persone, fra le quali Marchese e Barbieri favorendone allo stesso tempo l'attribuzione di incarichi agli stessi in diverse società controllate dal ministero dell'economia, quali Ferrovie dello Stato, Ansaldo Breda, Oto Melara ed altre. Dall'indagine emerge come fosse Milanese stesso a gestire l'intera girandola di nomine di competenza del Ministero negli enti pubblici che passavano tutte per lui grazie ad un forte legame con il Ministro dell'Economia Giulio Tremonti di cui Milanese era consigliere. Inoltre emerge che Milanese avrebbe pagato un canone mensile di 8.500 euro di affitto per un appartamento sito nel centro di Roma, di proprietà del Pio Sodalizio dei Piceni in cui però risulta abitare come inquilino lo stesso Tremonti, il quale saputa la notizia decide di lasciare l'appartamento. Infine emergerebbe una divisione interna nel Corpo della Guardia di Finanza divisa in due cordatecostituite in vista della nomina del prossimo Comandante Generale: quella facente capo a Milanese e quella a Michele Adinolfi, Capo di Stato Maggiore del Corpo, vicino al premier Silvio Berlusconi. Secondo quanto riferito da Tremonti ai magistrati egli decise di accettare la casa offertagli da Milanese proprio perché si sentiva spiato e pedinato da alcuni membri della Guardia di Finanza nel periodo in cui dormiva nella foresteria della caserma di via Sicilia a Roma. A causa delle pressioni mediatiche subite, il 26 giugno 2011 Milanese rassegna le dimissioni da consigliere politico del Ministro dell'Economia Giulio Tremonti. Il 9 marzo 2012 la Procura di Napoli ha chiuso le indagini rinviando Milanese a giudizio.
Il 14 settembre 2011 la Giunta per le autorizzazioni della Camera ha approvato la mozione Gava (PdL) per non concedere l'autorizzazione dopo che il precedente relatore il leghista Marco Paolini aveva rinunciato chiedendo che Milanese fosse difeso da un membro del suo partito il PdL, con 11 voti favorevoli (PdL, Lega Nord, Pt, Pri del Gruppo misto), 10 voti contrari (PD, IdV, UdC, Fli) nessun astenuto o assente. Il leader della Lega Nord Umberto Bossi ha ipotizzato liberta di coscienza per il voto in Aula dei deputati leghisti.
Il 22 settembre 2011 la Camera dei Deputati a scrutinio segreto nega l'autorizzazione ad eseguire misure cautelari nei confronti del deputato Milanese con 306 si 312 no e nessun astenuto. Votano contro la maggioranza di Governo composta da Pdl, Popolo e Territorio, Forza del Sud, Partito Repubblicano Italiano e Lega Nord oltre ai Radicali del Pd mentre le opposizioni PD, Italia dei Valori, UdC, Fli, Alleanza per l'Italia, Mpa e LD si esprimono a favore. Non hanno preso parte al voto le minoranze linguistiche (Südtiroler Volkspartei e Autonomie Liberté Démocratie). Sì unanime alla richiesta di perquisizione di tre cassette di sicurezza come richiesto dalla Procura. Assente il Ministro Giulio Tremonti. La Camera prima aveva dato parere favorevole alla perquisizione di tre cassette di proprietà di Milanese in cui erano stati ritrovati alcuni gioielli.
Il nome di Milanese emerge anche nell'inchiesta sugli appalti Enav e sui presunti fondi neri di Finmeccanica. Fabrizio Testa è accusato di aver aiutato il deputato a procacciare un acquirente per il suo yacht con una cresta di almeno 250.000 euro, per ottenere un appoggio che lo aiutasse a essere nuovamente confermato nel CdA di Enav. Cosa che però non avvenne, ma venne nominato dal Tesoro alla presidenza di Techno Sky. Il 10 marzo 2012 inoltre la Procura di Roma indaga, in relazione al filone Enav su favori e nomine, Milanese insieme all'ex Ministro dell'Economia Giulio Tremonti per finanziamento illecito di un deputato per l'appartamento in via Campo Marzio in Roma dove Tremonti avrebbe alloggiato da luglio 2010 a luglio 2011 con l'affitto pagato da Milanese. L'ipotesi dell'inchiesta è che l'imprenditore Angelo Proietti, titolare della Edil Ars, abbia pagato di tasca propria, tra 2008 ed il 2009, i 250.000 euro di lavori eseguiti nell'immobile di 200 metri quadrati di via del Campo Marzio per entrare nelle grazie del ministro Tremonti e per consolidare il legame con Milanese il quale, in Sogei, aveva un peso specifico rilevante in materia di nomine e di affidamento di appalti. Il 28 marzo dello stesso anno il Tribunale di Roma lo condanna a 8 mesi di reclusione.
Il 30 maggio 2012 Milanese risulta indagato dalla Procura di Milano nell'inchiesta che ha portato all'arresto Massimo Ponzellini, ex presidente della Banca popolare di Milano ed ex presidente di Impregilo per delle tangenti da circa 6 milioni di euro. Il deputato è indagato per associazione per delinquere e corruzione, perché come risulta nell'ordinanza a carico dell'ex presidente di Bpm, si sarebbe speso da relatore parlamentare per l'introduzione di una legge sul gioco d'azzardo favorevole a Francesco Corallo, titolare della società Atlantis. Le indagini del nucleo di polizia tributaria della Gdf, infatti, hanno ricostruito come nel 2010 Milanese, parlamentare, riuscì a far approvare una legge ad hoc sul gioco d'azzardo per favorire la società Atlantis di Corallo. Legge che rientrava nella necessità da parte dello Stato di reperire, come ha dichiarato un altro testimone, Guido Marino, legale rappresentante della Mag Associati, «risorse per la ricostruzione dell'Abruzzo dopo il terremoto». La legge, in sostanza, ha istituito la possibilità di utilizzare le slot machine videolottery, ossia di nuova generazione. La legge venne approvata e Corallo ottenne anche il finanziamento sospetto di 148 milioni di euro da Bpm guidata allora da Ponzellini per comprare la nuova tecnologia.
Il 5 giugno 2014 Milanese risulta tra gli oltre 100 indagati dalla Procura di Venezia per le tangenti sullo scandalo MOSE (che ha portato agli arresti anche il Sindaco Pd di Venezia Giorgio Orsoni e una richiesta di arresto alla Camera per l'ex presidente del Veneto Giancarlo Galan). Secondo l'accusa avrebbe ricevuto una tangente di 500.000 euro dal Consorzio Venezia Nuova per far sbloccare dal CIPE i fondi necessari per il Mose. Per l'accusa quella mazzetta Milanese l'avrebbe dovuta poi girare all'ex Ministro dell'Economia Giulio Tremonti (di cui era consigliere), che tuttavia non risulta indagato. Il 4 luglio 2014 viene arrestato per corruzione in seguito all'inchiesta sul MOSE.
In novembre 2023 Milanese viene condannato dalla Corte dei conti a risarcire di 50.000 euro il Ministero dell'economia e delle finanze per il danno d’immagine relativo alle nomine pilotate per interesse personale.